# Clube Recreativo da Caála
Clube Recreativo da Caála (CRC), também conhecido como Recreativo da Caála ou apenas Caála, é um clube de futebol profissional angolano, baseado na cidade da Caála, na província do Huambo.
Um dos jogadores do Caála representou Angola na CAN 2012: o médio Osório, que ficou apenas no banco de reservas, não chegando a ser utilizado.
Seu Estádio é o Estádio dos Mártires da Caála, com capacidade para 17.000 expectadores.

## Participações nas competições CAF
- Liga dos Campeões da CAF: 1 participação

2011 - Segunda fase